# Département d'Ituzaingó
Pour les articles homonymes, voir Ituzaingó.
Le département d'Ituzaingó est une des 25 subdivisions de la province de Corrientes, en Argentine. Son chef-lieu est la ville de Ituzaingó.
Le département a une superficie de 8 613 km2. Sa population s'élevait à 30 565 habitants en 2001.

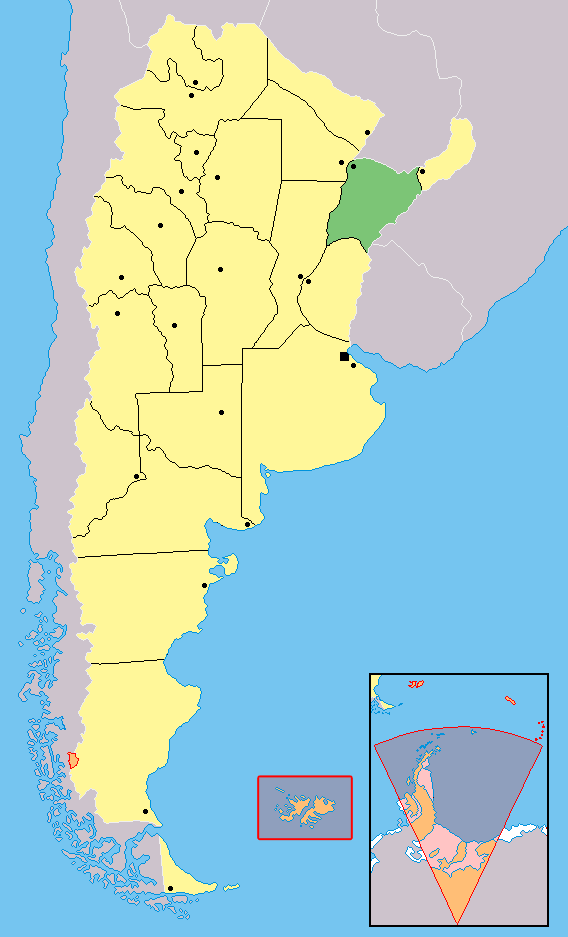
Localisation de la province de Corrientes en Argentine.